# Pulvermühle (Hanau)

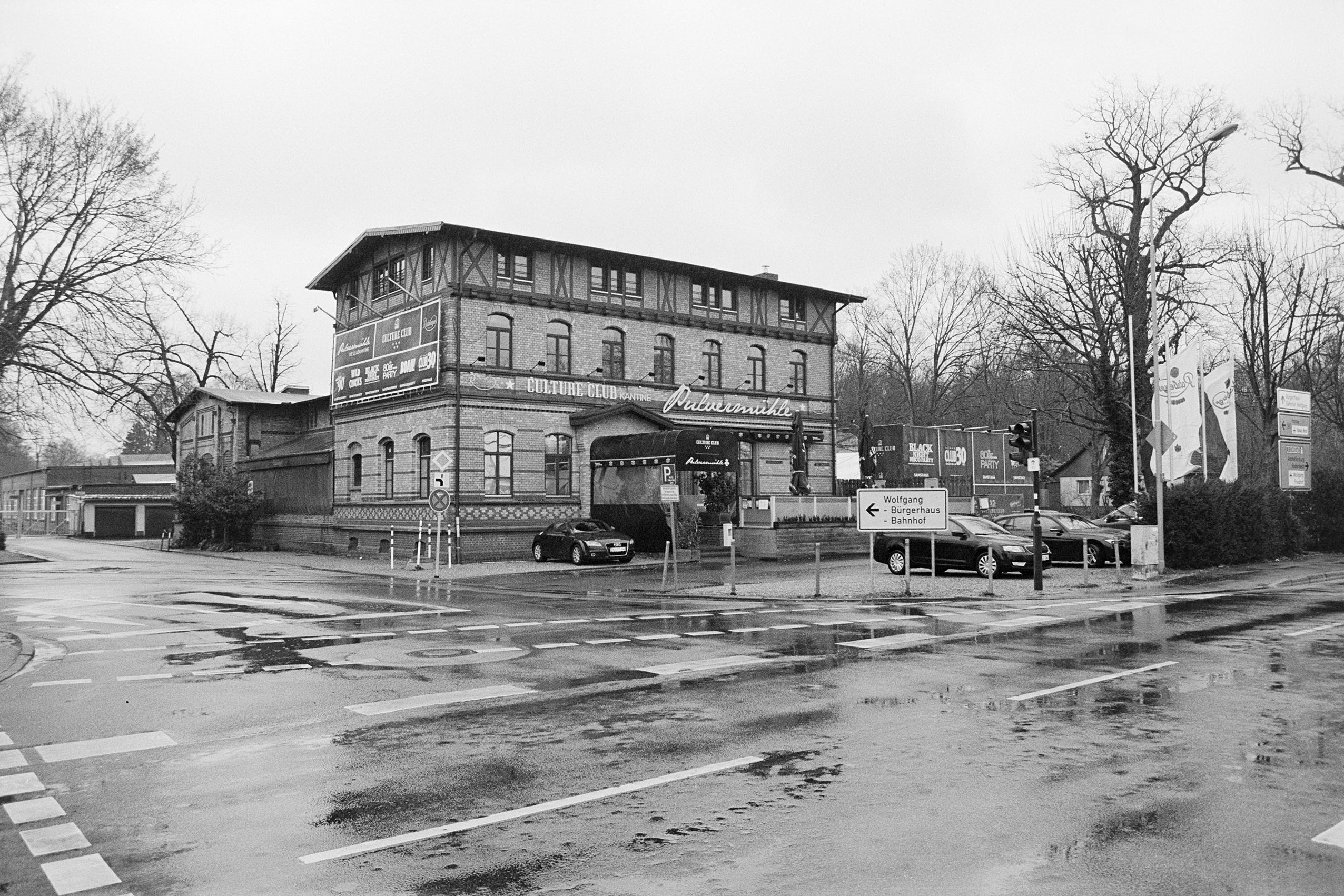
„Pulvermühle“, die ehemalige Kantine der Pulverfabrik

Die Pulvermühle ist ein historisches Gebäude im Hanauer Stadtteil Wolfgang, das gastronomisch und für kulturelle Veranstaltungen genutzt wurde.

## Geschichte
Das Gebäude entstand um 1890 als Kantine. Es war Teil der Werksanlagen der historischen „Königlich-Preußischen Pulverfabrik Wolfgang“. 1930 wurde das Objekt privat erworben war über fünfzig Jahre als „Gaststätte Wolfgang“ bekannt. Das Gebäude befindet sich an der Adresse „Vor der Pulvermühle 11“ und steht unter Denkmalschutz (Siehe auch:Liste der Kulturdenkmäler in Wolfgang).

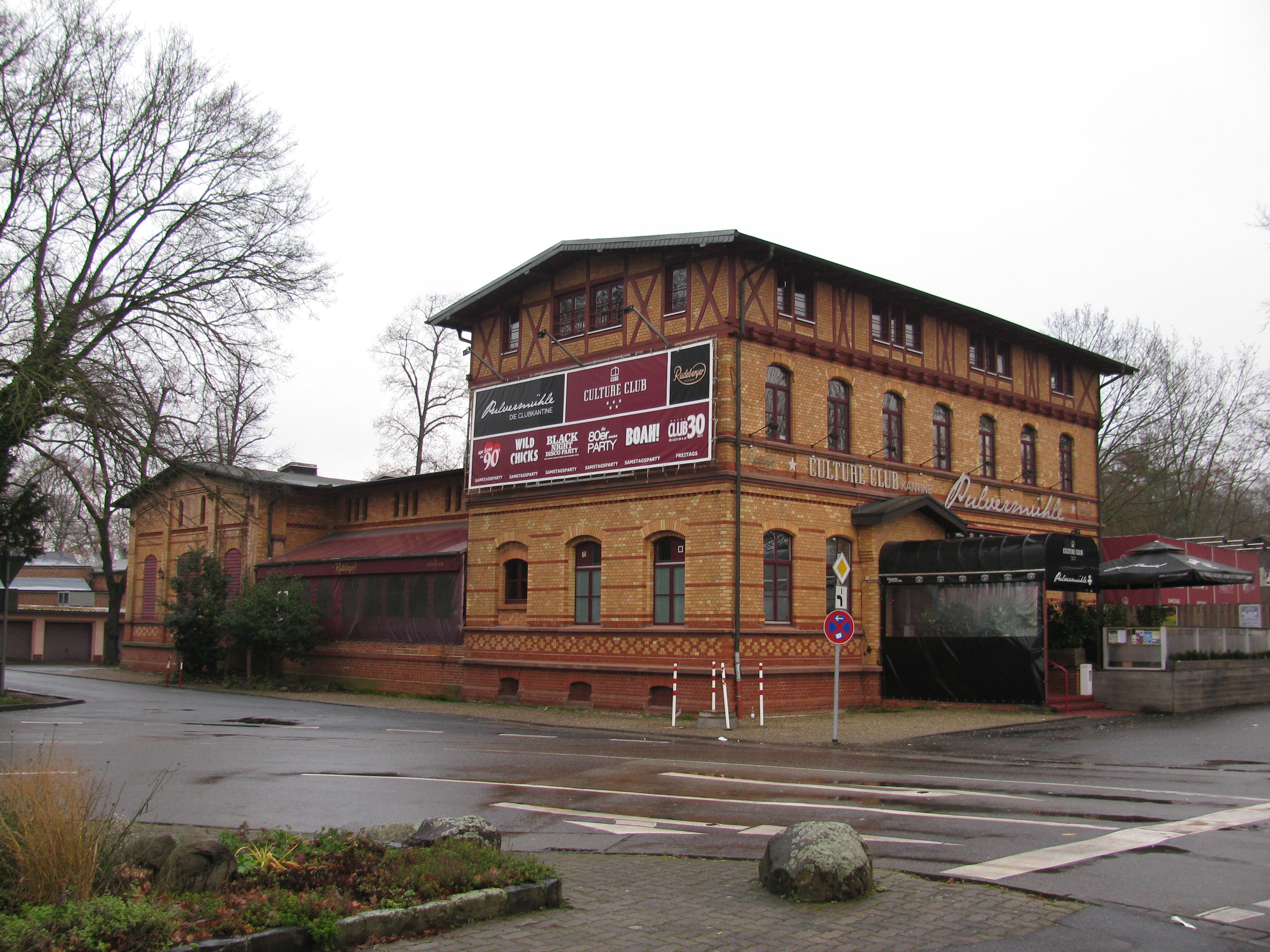
„Pulvermühle“ in der Zeit des „Culture Club“.

Die „Pulvermühle“ in Hanau-Wolfgang wurde nach dem Zweiten Weltkrieg zunächst von den amerikanischen Besatzern, später dann als Gemeindesaal für den Hanauer Stadtteil Wolfgang genutzt. In den frühen 70er Jahren wurde das Objekt erstmals als Diskothek unter dem Namen „Reiner`s Club“ umgebaut. Der Erfolg konnte vom Nachfolger „Electric Cowboy“ jedoch nicht fortgesetzt werden. Die kulturell-gastronomische Nutzung begann am 4. November 1995 mit dem bereits ähnlich klingenden Namen „JoCulture Club“.
Von Oktober 2000 bis 2020 befand sich im Gebäude der „Culture Club Hanau“, der Musik- und Kleinkunstveranstaltungen anbot.  Die verschiedenen Bereiche wurden immer wieder umgebaut und neu gestaltet. Im Januar 2014 wurde das Clubrestaurant „Pulvermühle“ in die ursprüngliche Form des Gebäudes zurückversetzt: Tapete und Putz mussten dem freigelegten Mauerwerk weichen und gaben den Blick auf die historischen Mauern der „Pulvermühle“ frei.
Noch vor der Corona-Krise wurde Anfang 2020 bekannt, dass der Club schließen würde, was dann im August desselben Jahres auch geschah. Die Nachnutzung des Gebäudes blieb ungeklärt. Es gab Bestrebungen der Stadt Hanau, sich um den Erwerb zu bemühen, um eine weitere kulturelle Nutzung zu gewährleisten.